# Xavier Huillard

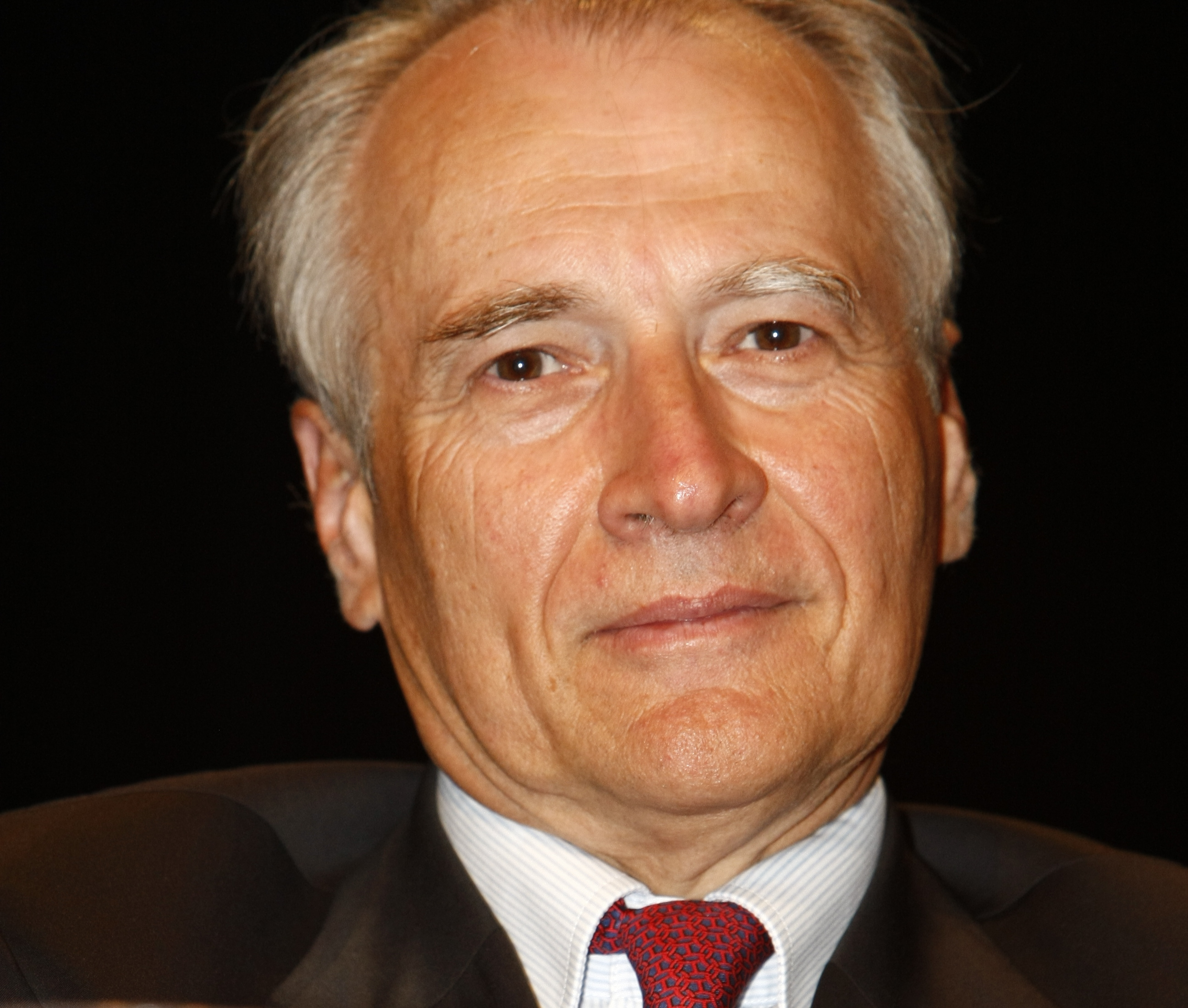
Xavier Huillard im Jahre 2008

Xavier Huillard (* 27. Juni 1954) ist ein französischer Manager.

## Leben
Huillard studierte an der École polytechnique und an der École des Ponts ParisTech. Er leitet seit 2010 den französischen Baukonzern Vinci.